# Chedraui
Grupo Comercial Chedraui — мексиканская компания в сфере розничной торговли, управляет сетью супермаркетов в Мексике и США. Контрольный пакет акций (53 %) принадлежит семье Чедрауи.

## История
В 1920 году Ласаро Чедрауи Чая (Lázaro Chedraui Chaya) и его жена, Анита Карам де Чедрауи (Anita Caram de Chedraui) открыли в городе Халапа-Энрикес магазин. Первоначально магазин назывался «Порт Бейрута» (поскольку оба были родом из Ливана), но в 1927 году магазин был переименован в Casa Chedraui («Дом Чедрауи»). До конца 1960-х годов компания оставалась небольшим семейным бизнесом по оптовой и розничной торговле одеждой и тканями.
В 1970 году сын основателей, Антонио Чедрауи Карам (Antonio Chedraui Caram) открыл в Халапе первый супермаркет компании Super Chedraui. Второй супермаркет был открыт в городе Веракрус в 1976 году, а третий — в Коацакоалькосе в 1981 году. Второй супермаркет в Халапе, Super Economía, начал работу в 1982 году, а в 1983 году были открыты два универмага Las Galas. Для управления розничной сетью в 1987 году была создана холдинговая компания Grupo Comercial Chedraui. В 1997 году сеть универмагов Las Galas была продана, её приобрела компания El Puerto de Liverpool. В этом же году компания начала открывать супермаркеты El Super в Лос-Анджелесе (Калифорния, США). Сеть в Мексике к этому времени насчитывала 33 супермаркета. В 2002 году была основана сеть магазинов у дома Supercito.
В 2004 году сеть Chedraui состояла из 61 супермаркета, выручка была на уровне 1,3 млрд долларов. В марте 2005 года у французской группы Carrefour была куплена её мексиканская сеть из 29 супермаркетов, из них 11 находились в Мехико; стоимость покупки составила 545 млн долларов. В 2018 году была куплена техасская сеть магазинов Fiesta Mart. В июле 2021 года за 620 млн долларов была куплена сеть складов-магазинов Smart & Final. В конце 2022 года была куплена сеть из 36 дискаунтеров Arteli.

## Деятельность
Выручка за 2023 год составила 263 млрд мексиканских песо (15,7 млрд долларов).
Подразделения по состоянию на 2022 год:
- розница в Мексике — 205 гипермаркетов и 75 супермаркетов Chedraui, 36 магазинов Arteli, 80 магазинов Supercito, а также 17 складов-магазинов Smart & Final[англ.]; 40 % выручки;
- розница в США — 253 склада-магазина Smart & Final, работающих в штатах Калифорния, Аризона и Невада, а также 64 супермаркета El Super в Калифорнии и 59 супермаркетов Fiesta в Техасе; 59 % выручки;
- недвижимость — строительство и ремонт торговых точек, управление жилой недвижимостью; 1 % выручки.

В списке крупнейших публичных компаний мира Forbes Global 2000 за 2024 год Chedraui заняла 1797-е место.